# Silent Assassin
Silent Assassin – jedenasty album studyjny jamajskiej sekcji rytmicznej Sly & Robbie.
Płyta została wydana w roku 1989 przez brytyjską wytwórnię Island Records. Nagrania zostały zarejestrowane w studiu The Mixing Lab w Kingston. Ich produkcją zajęli się Lawrence "KRS-One" Parker oraz Suzette Newman.

## Lista utworów
1. "Rebel"
2. "Adventures Of A Bullet"
3. "Woman For The Job"
4. "Man On A Mission"
5. "Steppin'"
6. "Under Arrest"
7. "No One Can Stop This Boy"
8. "Dance Hall"
9. "Party Together"
10. "Living A Lie"
11. "Come Again"
12. "Letters To The President"
13. "Ride The Riddim"
14. "It's Me"

## Muzycy
- Donovan McKitty – gitara
- William Patterson – gitara, chórki
- Robbie Shakespeare – gitara basowa, chórki
- Sly Dunbar – perkusja
- Sidney Mills – keyboard, chórki
- Kevin Batchelor – trąbka, chórki
- Gerald Johnson – saksofon
- Karen Anderson – chórki
- Shah of Brooklyn – rap
- Queen Latifah – rap
- Young MC – rap
- KRS-One – rap
- Willie D – rap